# Benzin (Oper)
Benzin ist eine im Jahre 1929 komponierte Oper von Emil Nikolaus von Reznicek nach seinem eigenen Libretto frei nach Calderón de la Barcas Stück Über allem Zauber Liebe (El mayor encanto, amor). Die Uraufführung fand am 28. November 2010 im Theater Chemnitz statt und wurde vom MDR Figaro live übertragen.

## Handlung
Bei seinem Weltrekordflug um den Äquator muss Zeppelin-Kommandant Ulysses Eisenhardt wegen Treibstoffmangels auf einer mysteriösen Insel notlanden. Benzin als Treibstoff gibt es hier zwar in nahezu unbegrenzten Mengen, aber auch eine Tochter eines amerikanischen Milliardärs namens Gladys. Ihr Hypnose-Tick, alle männlichen Inselbewohner in Tiere zu verwandeln, lässt Eisenhardts Mission fast scheitern. Dies liegt an seinem starken Willen und ihrer heißen Liebe zu ihm. Alle gekränkte Eitelkeit vergessend, schwebt sie glücklich mit ihm davon.

## Hintergrund
Reznicek nannte dieses 1928/29 entstandene Werk ein „heiter-phantastisches Spiel mit Musik“, verknüpft mit dem antiken Mythos um Circe und Odysseus und dem Zeitgeist der zwanziger Jahre. Vermutlich wurde er angeregt durch die Atlantik-Überquerung des Luftschiffes Graf Zeppelin im Jahre 1928. Der von Romantik bestimmte Stil trifft sich musikalisch mit Gassenhauern und damals angesagten Modetänzen, die dem Werk Kurzweil und Esprit geben.